# Moustoir-Remungol
Moustoir-Remungol foi uma comuna francesa na região administrativa da Bretanha, no departamento Morbihan. Estendia-se por uma área de 12,34 km². Em 2010 a comuna tinha 641 habitantes (densidade: 51,9 hab./km²).
Em 1 de janeiro de 2016, passou a formar parte da comuna de Évellys.